# Dirección General de Gobernanza Pública
La Dirección General de Gobernanza Pública (DGGP) es el órgano directivo del Ministerio para la Transformación Digital y de la Función Pública, dependiente de la Secretaría de Estado de Función Pública, que se encarga de establecer los marcos normativos sobre los que trabajan y se relacionan las distintas Administraciones Públicas, así como su control, inspección y mejora. De igual forma, la DGGP tiene competencias sobre atención al ciudadano, gobierno abierto y transparencia.
La directora general de Gobernanza Pública es, desde el 22 de diciembre de 2021, Clara Mapelli Marchena.

## Historia
A finales de noviembre de 1978, por Real decreto 3063/1978, de 10 de noviembre, se constituyó la Comisión Coordinadora de las Inspecciones Generales de la Administración Civil del Estado, órgano colegiado que tiene como objetivo coordinar a las Inspecciones de Servicios de los diferentes departamentos de la Administración General del Estado. Cuatro años después se realizó otro hito, la creación de la actual Dirección General de Gobernanza Pública, que se creó en 1982 bajo la denominación de Inspección General de Servicios de la Administración Pública.
Integrada en el Ministerio de la Presidencia, la Inspección General de Servicios de la Administración Pública, con rango de Dirección General, asumió «las competencias que las leyes atribuyen a la Presidencia del Gobierno en materia de organización administrativa, régimen jurídico y retributivo de la función pública, procedimientos e inspección de servicios». Originalmente se componía de doce inspectores generales y a partir de 1983 también poseía un Servicio de Asuntos Generales y Documentación y asumía la Secretaría de la Comisión Coordinadora de las Inspecciones Generales. Aprobada la Ley 53/1984, de 26 de diciembre, de Incompatibilidades del personal al servicio de las Administraciones Públicas, la Inspección General asumió funciones también de control y coordinación de los órganos responsables de velar por las incompatibilidades de cargos públicos, tanto civiles como militares.
A partir de 1987 se integró junto con su órgano superior, la Secretaría de Estado para la Administración Pública, en el Ministerio de Administraciones Públicas. Para entonces, se estructuraba mediante doce inspectores generales, la Subdirección General de Procedimientos y Racionalización de la Gestión y un Centro de Información Administrativa. En la década de 1990 se reforzaron sus funciones sobre incompatibilidades mediante la creación en 1992 de un Registro para la inscripción de las declaraciones de bienes patrimoniales de Altos Cargos y con la aprobación en 1995 de la Ley de incompatibilidades de los miembros del Gobierno de la Nación y de los Altos Cargos de la Administración General del Estado, que reforzó el órgano y le consolidó como el pilar del control de incompatibilidades. Por esta época se creó también una Subdirección General de Gestión del Régimen de Incompatibilidades para la gestión de estas competencias.
La Inspección General, que desde hacía algunos había asumido muchas más funciones que solamente inspectoras, en 1998 se reforma totalmente. La Inspección General de Servicios de la Administración Pública se renombra como Dirección General de Inspección, Simplificación y Calidad de los Servicios (DGISCS), manteniendo su estructura pero creando una nueva subdirección general, la Inspección General de Servicios de la Administración del Estado. Esta subdirección general asumió las funciones inspectoras e integrada, desde hacía algunos años, por ocho inspectores generales.
En abril de 2004 fue renombrada como Dirección General de Inspección, Evaluación y Calidad de los Servicios y sus funciones se redujeron, pues las funciones relativas a encontrar métodos para la mejora y simplificación administrativa, principios generales administrativos y de procedimiento y asistencia al ciudadano fueron transferidas a la Dirección General de Modernización Administrativa, y las relativas a incompatibilidades a la Dirección General de la Función Pública.
Otro cambio de denominación se produjo en 2007, llamándose Dirección General de Organización e Inspección de Servicios. La reforma de este año supuso otro gran cambio, manteniendo sus funciones pero añadiendo otras relativas a estructuras organizativas, retribuciones y puestos de trabajo. Asimismo, mantenía las funciones de asesoría y consultoría a ministerios y organismos de la Administración y las funciones de inspección. Por otra parte, ya no recuperaría las competencias sobre incompatibilidades al crearse la Oficina de Conflictos de Intereses. Al año siguiente, en 2008, se renombró de nuevo como Dirección General de Organización Administrativa y Procedimientos y perdió las competencias sobre las retribuciones y los puestos de trabajo de personal funcionario y laboral que pasaron a ser desempeñadas por la Dirección General de la Función Pública. Para compensar esta pérdida, recuperó las funciones que en materia de simplificación y racionalización procedimental eran desempeñadas por la Dirección General de Modernización Administrativa.
En 2010 se redujeron de tres a dos los Inspectores Generales de Servicios de la dirección general. En 2012 se fusionaron varios órganos directivos, dando lugar a la Dirección General de Modernización Administrativa, Procedimientos e Impulso de la Administración Electrónica hasta 2014 cuando una reforma le devolvió la denominación de Dirección General de Organización Administrativa y Procedimientos, con sus competencias tradicionales y le añadió competencias sobre identificación, diseño y gestión de programas y proyectos para facilitar el acceso de los ciudadanos y las empresas a los servicios públicos en detrimento de la Dirección General para el Impulso de la Administración Electrónica.
Finalmente, en noviembre de 2016 se renombró como Dirección General de Gobernanza Pública, con sus funciones tradicionales y otras nuevas relativas a gobernanza y gestión del Sistema de Información Administrativa de los procedimientos y sobre gobierno abierto y transparencia.
Brevemente, entre diciembre de 2023 y febrero de 2024 se tituló como Dirección General de Ciudadanía y Gobierno Abierto.

## Órganos dependientes y funciones
De la Dirección General dependen los siguientes órganos directivos:
- La Subdirección General de Organización y Procedimientos, a la que corresponde:
  - El análisis y evaluación de las estructuras organizativas de la Administración General del Estado y sus organismos públicos y entidades de derecho público; la elaboración de las disposiciones de carácter organizativo cuya propuesta sea competencia del Ministerio y las disposiciones de carácter general en materia de procedimientos y la realización de propuestas organizativas para mejorar la racionalidad y eficiencia de las estructuras administrativas; así como el informe de los proyectos que se sometan a la aprobación previa a que se refiere el artículo 26.5 de la Ley del Gobierno de 1997, en aquellos aspectos de la competencia de esta Dirección General
  - El asesoramiento y apoyo técnico en materia de organización y procedimientos a los departamentos ministeriales y organismos públicos, incluida la realización de estudios de consultoría organizativa, en coordinación con la Subdirección General de Inspección y Consultoría.
  - La gobernanza y gestión en el ámbito de la Administración General del Estado del Sistema de Información Administrativa de los procedimientos.
  - El diseño, impulso y seguimiento en el ámbito de la Administración General del Estado de las actuaciones para reducir las cargas administrativas y regulatorias, y simplificar los procedimientos administrativos, asegurando la coordinación interdepartamental y promoviendo la cooperación entre todas las administraciones públicas.
- La Subdirección General de Inspección y Consultoría, a la que corresponde:
  - Favorecer a la mejora continua de la gestión mediante el impulso, desarrollo y seguimiento de los programas de calidad en los servicios públicos, basados en la búsqueda de la excelencia y el fomento de la innovación. En particular la gestión e impulso de los programas de calidad previstos en el Real Decreto 951/2005, de 29 de julio, por el que se establece el marco general para la mejora de la calidad en la Administración General del Estado.
  - El ejercicio de las atribuciones en materia de inspección y mejora de los servicios de la Administración General del Estado y de los organismos públicos vinculados o dependientes de ella; la fijación de criterios que faciliten la atención a los ciudadanos, especialmente mediante el análisis integral de las quejas y sugerencias que puedan producirse; la coordinación funcional de las subdirecciones generales de recursos humanos y de las inspecciones de servicios para la ejecución de proyectos y programas que resulten estratégicos y que sean acordados en el seno de la Comisión Coordinadora de las Inspecciones de Servicios; la promoción, dirección y coordinación de planes de inspección específicos para evaluar la eficacia y eficiencia de los servicios; la consultoría operativa de los servicios; y la promoción de programas de formación especializada e intercambio de las metodologías y técnicas aplicadas, en particular la organización y desarrollo del curso selectivo sobre el desarrollo de la función inspectora en la Administración General del Estado regulado en la Orden TFP/1125/2020, de 25 de noviembre.
  - El impulso de los planes y programas de transparencia, incluyendo la atención e información a los ciudadanos en esta materia y la gestión del Portal de Transparencia de la Administración General del Estado previsto en la Ley 19/2013, de 9 de diciembre, con el soporte técnico de la Agencia Estatal de Administración Digital. En relación con la coordinación de las unidades de información de la Administración General del Estado previstas en el artículo 21 de la Ley 19/2013, de 9 de diciembre, corresponde a la Dirección General de Gobernanza Pública prestar el apoyo y soporte necesario para el ejercicio de dicha competencia, como Unidad de Información de Transparencia Central, en coordinación con la Subdirección General de Transparencia y Atención al Ciudadano.
- La Subdirección General de Transparencia y Atención al Ciudadano a la que corresponde:
  - La identificación, diseño, e impulso de programas y proyectos para facilitar el acceso de la ciudadanía y las empresas a los servicios públicos así como la elaboración y desarrollo de programas de atención, información y asistencia a la ciudadanía a través de los distintos canales disponibles, en colaboración con la Agencia Estatal de Administración Digital en los aspectos relativos a la administración electrónica y en coordinación con los departamentos ministeriales y sus organismos dependientes así como con otras administraciones, en coordinación con la Subdirección General de Datos para la Gobernanza Pública.
  - La gobernanza del teléfono 060, la gestión del Centro de Información Administrativa y la normalización de documentos e imagen institucional.
  - La gobernanza del Punto de Acceso General Electrónico de la Administración General del Estado y la gestión de la publicación de sus contenidos y del Directorio Común de Unidades Orgánicas y Oficinas en coordinación con los departamentos ministeriales y sus organismos. La Dirección General de Gobernanza Pública actuará también como coordinador de información de la Pasarela Digital Única Europea de acuerdo con el Coordinador Nacional de la Pasarela Digital Única Europea designado por la Agencia Estatal de Administración Digital.
- La Subdirección General de Datos para la Gobernanza Pública, a la que le corresponde la creación y desarrollo del Sistema de Datos sobre Gobernanza Pública, en el que se integren el conjunto de datos relevantes para la adopción de las decisiones relativas a la organización, procedimientos, calidad y servicios a la ciudadanía, a partir del análisis de necesidades y evolución tecnológica con arreglo a las políticas y estándares en la gestión y análisis de datos que establezca la Dirección General del Dato; así como la gobernanza y gestión del registro de funcionarios habilitados, del registro electrónico de apoderamientos y del registro electrónico general de la Administración General del Estado y la definición funcional y gobernanza del sistema de notificaciones.
- La Subdirección General de Gobierno Abierto que asume el impulso, la coordinación y el seguimiento de los planes de Gobierno Abierto de los departamentos ministeriales, en iniciativas orientadas al desarrollo de los principios de la transparencia, la participación ciudadana, la rendición de cuentas y la colaboración, así como la programación y ejecución de proyectos sobre la materia, en el ámbito de las competencias de la Dirección General; la promoción de la cooperación entre todas las administraciones públicas en dicho ámbito y servir de punto de contacto de la Administración General del Estado con los organismos internacionales en materia de gobierno abierto, sin perjuicio de las competencias de otros centros directivos por razón de la materia.

## Directores generales

### Inspección General de Servicios de la Administración Pública
A la persona titular de la Dirección General de Gobernanza Pública corresponde la condición de titular de la Inspección General de Servicios de la Administración Pública, con las facultades inherentes a la misma. Igualmente le corresponde la Vicepresidencia de la Comisión Coordinadora de Inspecciones Generales de Servicios de los ministerios de la Administración General del Estado.
Por ello, se adscriben a la Dirección General de Gobernanza Pública dos Inspectores Generales de Servicios, con nivel orgánico de Subdirector General, para el desarrollo de las tareas que aquel les encomiende.
Igualmente, le corresponde al titular de la Dirección General de Gobernanza Pública la vicepresidencia primera del Foro de Gobierno Abierto y de la Comisión sectorial de Gobierno Abierto.

### Lista
1. Francisco Javier Die Lamana (24 de diciembre de 1982-4 de octubre de 1984)[23]
2. Juan Javier Valero Iglesias (11 de octubre de 1984-11 de mayo de 1991)[24]
3. Ángel Arruz Ramos (11 de mayo de 1991-23 de julio de 1994)[25]
4. Francisco Javier Senac Azanza (23 de julio de 1994-22 de julio de 1995)[26]
5. Ángel Jorge Souto Alonso (22 de julio de 1995-18 de mayo de 1996)[27]
6. Amador Elena Córdoba (18 de mayo de 1996-24 de abril de 2004)[28][29]
7. Juan Antonio Garde Roca (24 de abril de 2004-30 de diciembre de 2006)[30]
8. Evencio González de Dios (20 de enero de 2007-29 de abril de 2008)[31]
9. Miguel Vidal Ragout (29 de abril de 2008[32] -27 de agosto de 2008†[33])
10. Óscar Graefenhain de Codes (20 de septiembre de 2008-9 de mayo de 2009)[34]
11. Carmen Román Riechmann (9 de mayo de 2009-6 de marzo de 2010)[35]
12. Agustín Torres Herrero (6 de marzo de 2010-31 de diciembre de 2011)[36]
13. María Ester Arizmendi Gutiérrez (23 de enero de 2012-4 de octubre de 2014)[37]
14. María Pía Junquera Temprano (4 de octubre de 2014-17 de febrero de 2021)[38]
15. Olivié Bayón Céspedes (17 de febrero de 2021-22 de diciembre de 2021)[39]
16. Clara Mapelli Marchena (22 de diciembre de 2021-10 de enero de 2024)[2]
17. María del Carmen Cabanillas Serrano (6 de marzo de 2024-presente)[40]